# 长溪
长溪，又称唐长溪，是一条发源于福建省霞浦县南金山、汇入长春镇长溪村官井洋的一条河流。
唐朝建立长溪县时，以该溪流命名。闽东第一大溪交溪一度被认为是长溪县的命名来源，但宁德学者林春贵等人考证后认为，长溪县的命名来源是位于霞浦县的该条长溪。